# Propithèque de Milne-Edwards
Propithecus edwardsi
Espèce
Statut de conservation UICN

 EN A2cd+3cd+4cd; B1ab(i,ii,iii,v) : En danger
Statut CITES
Le Propithèque de Milne-Edwards (Propithecus edwardsi) est un lémurien de la famille des indridés.

## Répartition et habitat

Répartition de l'espèce à Madagascar.

Le Propithèque de Milne-Edwards vit dans les forêts subhumides et les forêts des basses-terres de l'Est de Madagascar.

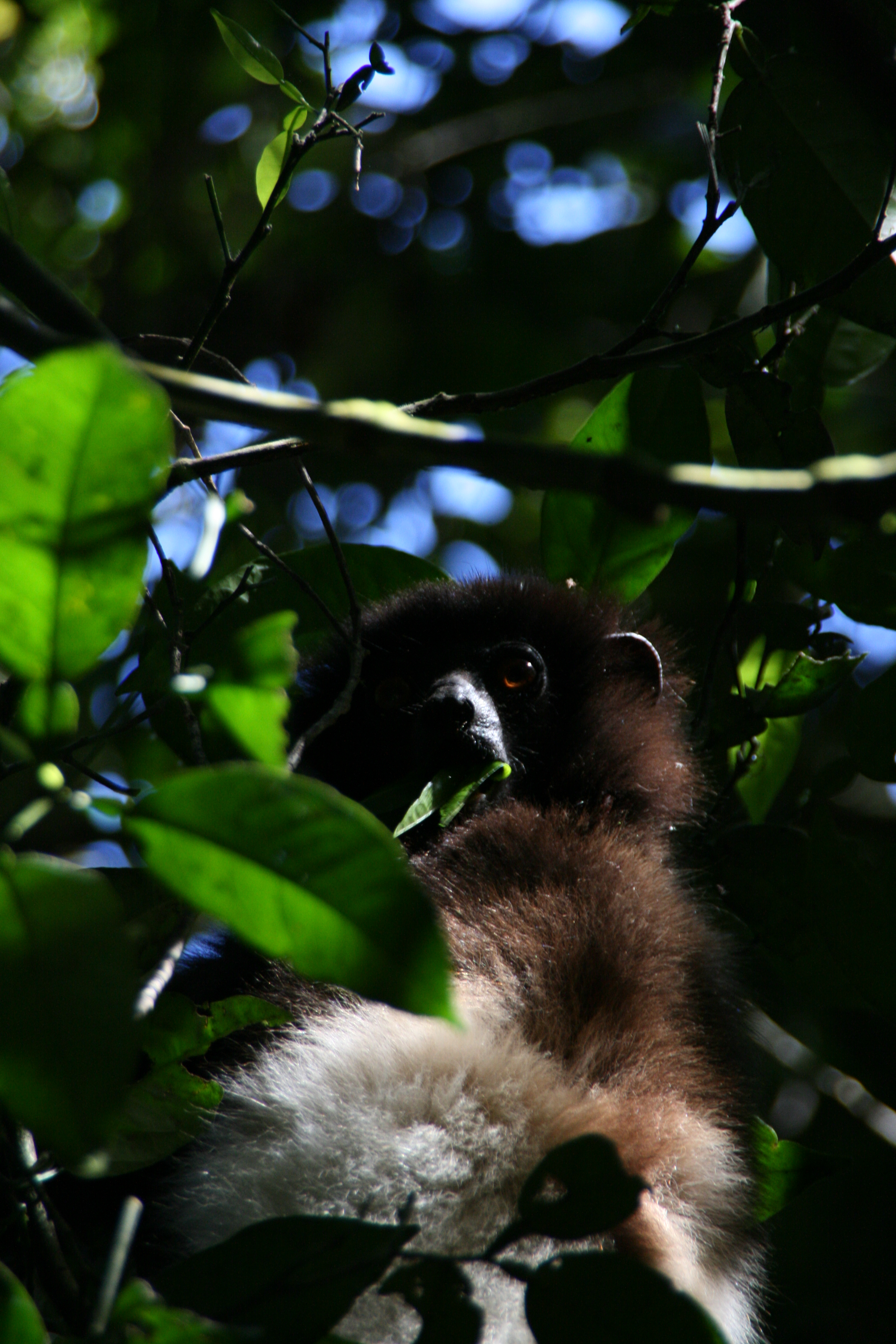
Sifaka de Milne-Edwards caché dans les branchages au Parc national de Ranomafana.